# Riet Van Cleuvenbergen
Riet Van Cleuvenbergen (Lokeren, 2 juni 1948) is een voormalig Belgisch senator en Vlaams volksvertegenwoordiger.

## Levensloop
Van Cleuvenbergen werd beroepshalve verpleegster.
Als lid van de Kristelijke Arbeidersvrouwen verzeilde zij in de toenmalige CVP, sinds 2001 CD&V genaamd. Voor deze partij zetelde ze van 1991 tot 2004 als parlementslid: van 1991 tot 1994 was ze gecoöpteerd senator, waarna ze er van 1994 tot 1995 zetelde als rechtstreeks verkozen senator voor het arrondissement Hasselt-Tongeren-Maaseik in opvolging van Alex Arts.
In de periode november 1994-mei 1995 had ze als gevolg van het toen bestaande dubbelmandaat ook zitting in de Vlaamse Raad. De Vlaamse Raad was vanaf 21 oktober 1980 de opvolger van de Cultuurraad voor de Nederlandse Cultuurgemeenschap, die op 7 december 1971 werd geïnstalleerd, en was de voorloper van het huidige Vlaams Parlement. Bij de eerste rechtstreekse verkiezingen voor het Vlaams Parlement van 21 mei 1995 werd ze verkozen in de kieskring Hasselt-Tongeren-Maaseik. Ook na de volgende Vlaamse verkiezingen van 13 juni 1999 bleef ze Vlaams volksvertegenwoordiger tot juni 2004. Sinds 22 juli 2004 mag ze zich ere-Vlaams volksvertegenwoordiger noemen. Die eretitel werd haar toegekend door het Bureau (dagelijks bestuur) van het Vlaams Parlement.
Tevens was ze actief in de lokale politiek van Tongeren. Van 1994 tot 1995 en van 2006 tot 2008 was ze er raadslid van het OCMW en van 1995 tot 2006 was ze er gemeenteraadslid.